# Total Pop! The First 40 Hits

## Descripción
Total Pop! The First 40 Hits es el tercer disco recopilatorio de Erasure. Tras haber realizado el álbum recopilatorio Hits! The Very Best of Erasure en 2003, Mute Records decidió volver a su estrategia anterior y compilar todos los sencillos como lo había hecho en 1992 con Pop! The First 20 Hits. Por lo tanto, este es una reedición de aquel álbum, más otro álbum con los 20 sencillos siguientes.

Total Pop! The First 40 Hits viene en formato de CD doble y también en una edición de lujo, que además de los CD incluye un libro, un tercer CD con diversas actuaciones en vivo más un DVD con todas las presentaciones en la BBC.
Total Pop! The First 40 Hits tuvo su EP adelanto: Pop! Remixed, cuyo corte de difusión fue Always 2009.

## Ubicación en las listas
Total Pop! The First 40 Hits llegó al número 21 en el Reino Unido y al 12 en la Argentina.

## Lista de temas

### Pop! (CD disco 1)
| N.º | Título                                     | Escritor(es)                    | Productor(es)                        | Duración |  |
| 1.  | «Who Needs Love (Like That)»               | Vince Clarke                    | Flood                                | 3:07     |  |
| 2.  | «Heavenly Action»                          | (Vince Clarke/Andy Bell)        | Flood                                | 3:21     |  |
| 3.  | «Oh L'amour»                               | (Clarke/Bell)                   | Flood                                | 3:08     |  |
| 4.  | «Sometimes»                                | (Clarke/Bell)                   | Flood                                | 3:40     |  |
| 5.  | «It Doesn't Have to Be»                    | (Clarke/Bell)                   | Flood                                | 3:47     |  |
| 6.  | «Victim Of Love»                           | (Clarke/Bell)                   | Flood                                | 3:38     |  |
| 7.  | «The Circus»                               | (Clarke/Bell)                   | Flood                                | 4:07     |  |
| 8.  | «Ship of Fools»                            | (Clarke/Bell)                   | Stephen Hague, Dave Jacob            | 4:04     |  |
| 9.  | «Chains of Love»                           | (Clarke/Bell)                   | Stephen Hague                        | 3:44     |  |
| 10. | «A Little Respect»                         | (Clarke/Bell)                   | Stephen Hague                        | 3:32     |  |
| 11. | «Stop!»                                    | (Clarke/Bell)                   | Erasure                              | 2:55     |  |
| 12. | «Drama!»                                   | (Clarke/Bell)                   | Gareth Jones, Mark Saunders, Erasure | 4:06     |  |
| 13. | «You Surround Me»                          | (Clarke/Bell)                   | Gareth Jones, Mark Saunders, Erasure | 3:59     |  |
| 14. | «Blue Savannah»                            | (Clarke/Bell)                   | Gareth Jones, Mark Saunders, Erasure | 4:20     |  |
| 15. | «Star»                                     | (Clarke/Bell)                   | Gareth Jones, Mark Saunders, Erasure | 3:39     |  |
| 16. | «Chorus»                                   | (Clarke/Bell)                   | Martyn Phillips                      | 4:30     |  |
| 17. | «Love to Hate You»                         | (Clarke/Bell)                   | Martyn Phillips                      | 3:57     |  |
| 18. | «Am I Right?»                              | (Clarke/Bell)                   | Martyn Phillips                      | 4:18     |  |
| 19. | «Breath of Life»                           | (Clarke/Bell)                   | Martyn Phillips                      | 3:56     |  |
| 20. | «Take a Chance on Me» (Rap: MC Kinky)      | (Benny Andersson/Björn Ulvaeus) | David Bascombe                       | 3:46     |  |
| 21. | «Who Needs Love (Like That)» (Hamburg mix) | Vince Clarke                    | Flood                                | 3:02     |  |

### Pop2! (CD disco 2)
| N.º | Título                                                       | Escritor(es)  | Productor(es)                 | Duración |  |
| 1.  | «Always»                                                     | (Clarke/Bell) | Martyn Ware                   | 4:02     |  |
| 2.  | «Run to the Sun»                                             | (Clarke/Bell) | Martyn Ware                   | 4:11     |  |
| 3.  | «I Love Saturday»                                            | (Clarke/Bell) | Martyn Ware                   | 4:01     |  |
| 4.  | «Stay with Me»                                               | (Clarke/Bell) | Thomas Fehlmann, Gareth Jones | 4:43     |  |
| 5.  | «Fingers & Thumbs (Cold Summer's Day)»                       | (Clarke/Bell) | Thomas Fehlmann, Gareth Jones | 4:23     |  |
| 6.  | «Rock Me Gently»                                             | (Clarke/Bell) | Thomas Fehlmann, Gareth Jones | 4:08     |  |
| 7.  | «In My Arms»                                                 | (Clarke/Bell) | Gareth Jones, Neil McLellan   | 3:28     |  |
| 8.  | «Don't Say Your Love Is Killing Me»                          | (Clarke/Bell) | Gareth Jones, Neil McLellan   | 4:18     |  |
| 9.  | «Rain» (Al Stone mix)                                        | (Clarke/Bell) | Gareth Jones, Neil McLellan   | 4:09     |  |
| 10. | «Freedom»                                                    | (Clarke/Bell) | Erasure, Flood                | 2:55     |  |
| 11. | «Moon & the Sky» (JasonCreasey's Heaven Scent radio re-work) | (Clarke/Bell) | Erasure, Flood                | 4:16     |  |
| 12. | «Solsbury Hill»                                              | Peter Gabriel | Erasure, Gareth Jones         | 4:18     |  |
| 13. | «Make Me Smile (Come Up & See Me)»                           | Steve Harley  | Erasure, Gareth Jones         | 3:29     |  |
| 14. | «Breathe»                                                    | (Clarke/Bell) | Erasure                       | 3:08     |  |
| 15. | «Don't Say You Love Me»                                      | (Clarke/Bell) | Erasure                       | 3:46     |  |
| 16. | «Here I Go Impossible Again»                                 | (Clarke/Bell) | Erasure                       | 3:30     |  |
| 17. | «I Could Fall in Love with You»                              | (Clarke/Bell) | Gareth Jones                  | 4:03     |  |
| 18. | «Sunday Girl»                                                | (Clarke/Bell) | Gareth Jones                  | 3:15     |  |
| 19. | «Storm in a Teacup»                                          | (Clarke/Bell) | Gareth Jones                  | 3:28     |  |
| 20. | «Always» (2009 mix)                                          | (Clarke/Bell) | Martyn Ware                   | 3:59     |  |

### Erasure Live 1987-2007 (CD disco 3, solamente en la edición "deluxe")
todas las canciones escritas por Clarke/Bell excepto las marcadas.
1. "Spiralling" (The Circus Tour) 1987
2. "The Hardest Part" (The Innocents Tour) 1988
3. "Drama!" (The Wild! Tour) 1989
4. "Knocking on Your Door" (The Wild! Tour) 1989
5. "Push Me Shove Me" (Milton Keynes Bowl) 1990
6. "Voulez-Vous" (Phantasmagorical Tour) 1992, (Benny Andersson/Björn Ulvaeus)
7. "Am I Right?" (Phantasmagorical Tour) 1992
8. "Heart of Stone" (Phantasmagorical Tour) 1992
9. "Who Needs Love Like That" (The Tiny Tour) 1996
10. "Rain" (Cowboy Tour) 1997
11. "Everybody's Got to Learn Sometime" (Sanctuary The EIS Christmas Concert) 2002 (James Warren)
12. "Piano Song" (The Other Tour) 2003
13. "Hideaway" (The Erasure Show) 2005
14. "Breathe" (The Acoustic Tour) 2006
15. "Oh L'Amour" (Light at the End of the World Tour) 2007

### Erasure at the BBC 1986-2005 (DVD disco 4, solamente en la edición "deluxe")
1. "Sometimes" (Top of the Pops) 4 Dic 1986
2. "It Doesn't Have to Be" (The Tom O'Connor Roadshow) 2 Mar 1987
3. "Victim of Love" (Daytime Live) 22 Oct 1987
4. "The Circus" (Daytime Live) 22 Oct 1987
5. "Ship of Fools" (Wogan) 26 Feb 1988
6. "Chains of Love" (Top of the Pops) 16 Jun 1988
7. "A Little Respect" (Going Live!) 15 Oct 1988
8. "Stop!" (Top of the Pops) 15 Dic 1988
9. "Chorus" (Wogan) 28 Jun 1991
10. "Love to Hate You" (Top of the Pops) 3 Oct 1991
11. "Am I Right?" (Top of the Pops) 5 Dic 1991
12. "Breath of Life" (Top of the Pops) 26 Mar 1992
13. "Who Needs Love Like That" (Top of the Pops) 29 Oct 1992
14. "Always" (Top of the Pops) 7 Abr 1994
15. "Run To The Sun" (Top of the Pops) 28 Jul 1994
16. "I Love Saturday" (Smash Hits Poll Winner's Party) 4 Dic 1994
17. "Stay With Me" (Pebble Mill) 30 Nov 1995
18. "Fingers & Thumbs (Cold Summer's Day)" (Pebble Mill) 30 Nov 1995
19. "Don't Say Your Love Is Killing Me" (Top of the Pops) 7 Mar 1997
20. "Solsbury Hill" (Top of the Pops) 17 ene 2003
21. "Breathe" (Top of the Pops) 14 ene 2005
22. Top of the Pops 2 Special (Top of the Pops 2) 9 Abr 2003

"Breath of Life"
"Sometimes"
"Love to Hate You"
"You've Lost That Lovin' Feelin'" (Phil Spector, Barry Mann, Cynthia Weil)
"A Little Respect"
"Make Me Smile (Come Up and See Me)" (Steve Harley)
1. "Sometimes" (The Tom O'Connor Roadshow) 2 Mar 1987
2. "How Many Times?" (The Late Show) 18 Oct 1989
3. "Miracle" (Later... with Jools Holland) 21 de mayo de 1994
4. "Because You're So Sweet" (Later... with Jools Holland) 21 de mayo de 1994

### Pistas escondidas
En el DVD, aparecen las siguientes pistas escondidas, a las que no se puede acceder de manera sencilla ni están reseñadas:
1. Who Needs Love (Like That) – Instrumental
2. Earth
3. Jacques Cousteau
4. Piano Song – Instrumental
5. My Heart... So Blue – Incidental
6. Oh L'amour – 2003 video

### Pop2! (solamente descarga por internet)
1. "Oh L'amour" (August Mix)
2. "Boy" (Acústico)
3. "All This Time Still Falling Out of Love"

- Si bien están listados casi todos los sencillos estos tres sólo aparecieron como bajadas de internet. La exclusión de Boy hizo que el ningún tema de Union Street figure en la recopilación.